# Inma Gabarro
María Inmaculada Gabarro Romero (Espartinas, 5 de noviembre de 2002), más conocida como Inma Gabarro, es una futbolista española. Juega como delantera en el Sevilla F. C. de la Primera División de España. Es internacional con la selección femenina de fútbol de España.

## Trayectoria
Gabarro comenzó su carrera en 2011 en Espartinas (Sevilla), en la escuela municipal de fútbol con el C.D. Espartinas-Tilde. Tras 2 años en dicho club, continuó su formación como futbolista en las categorías inferiores del Sevilla FC a partir del año 2013. Se estrenó en el primer equipo el 22 de febrero de 2020, entrando como substituta en el minuto 77 ante el RCD Espanyol y asistiendo a Ana Franco para marcar el único gol en la victoria sevillista de visitante.

## Selección nacional
En julio de 2022, fue convocada a la selección sub-20 de España para disputar la Copa Mundial Sub-20 de 2022, torneo en el que se proclamaron campeonas. Gabarro tuvo una actuación muy destacada, ganando el Balón de Plata a la segunda mejor jugadora del torneo y la Bota de Oro a la máxima goleadora del torneo con 8 tantos.

## Estadísticas

### Clubes
| Club    | País   | Año             |
| ------- | ------ | --------------- |
| Sevilla | España | 2020 - presente |

## Palmarés

### Títulos internacionales
| Título              | Equipo | Sede       | Año  |
| ------------------- | ------ | ---------- | ---- |
| Copa Mundial Sub-20 | España | Costa Rica | 2022 |

### Distinciones individuales
| Distinción                      | Año  |
| ------------------------------- | ---- |
| Bota de Oro (Mundial Sub-20)    | 2022 |
| Balón de Plata (Mundial Sub-20) | 2022 |

(*) Incluyendo la Selección